# 海上護衛隊
海上護衛隊（かいじょうごえいたい）は、旧日本海軍の部隊編制の一つで、太平洋戦争中に四個部隊が編制された。ここでは第一海上護衛隊を再編した第一護衛艦隊についても述べる。各部隊・艦隊の符号は、第一海上護衛隊が1KEg、第二海上護衛隊が2KEg、第一護衛艦隊が1EF。

## 概要
太平洋戦争序盤、日本海軍は西太平洋の連合国軍兵力を駆逐、南方資源地帯の占領に成功した（第一段作戦）。続いて、長期不敗態勢を築く「第二段作戦」に移行する。物資輸送量の増大と航路の長大化に対し、護衛に兵力を割かれることを嫌った連合艦隊は軍令部に護衛専門部隊の編成を要望する。現場の海上護衛担任部隊からも、輸送路の護衛部隊が担任海域ごとに交代する現制度の不利が指摘されるようになった。
1942年（昭和17年）3月27日、海軍大臣は「特設艦船部隊令」に特設海上護衛隊の制度を加えた。4月2日、永野修身軍令部総長は昭和天皇に戦時編制改訂について上奏、この中で新設予定の海上護衛隊について解説した。
4月10日、海軍は戦時編制の大幅な改定を実施する。この中で、海上交通保護の一貫性と指揮の一元化という見地から、占領地の資源を輸送するシーレーン防衛を目的とした船団護衛部隊を編制した。
これが第一海上護衛隊（東南アジア～内地担当、南西方面艦隊所属）と第二海上護衛隊（南洋諸島～内地担当、第四艦隊所属）である。
しかし老朽艦艇や特設艦艇が主力で対潜・対空装備が充実した専用艦艇が配備されず、兵力も少なかった。連合軍による通商破壊が本格化すると対応できず、輸送船団に甚大な被害が続出した。その後、新型海防艦の大量建造がすすむと各海上護衛隊に配備されたほか、航空部隊も編入されるなど戦力の増強が図られた。
1943年（昭和18年）11月15日、海上護衛を統轄する海上護衛総司令部が新編されると（大海令第26号、大海指第299号）、第一海上護衛隊・第二海上護衛隊とも総司令部の麾下に入った。
1944年（昭和19年）6月から7月にかけてのサイパン島地上戦当時、第二海上護衛隊はサイパン島に司令部を置いていたため（二海護司令官は第五根拠地隊司令官の兼務）、サイパン陥落における日本軍玉砕時に司令部は全滅、7月18日に解隊された。
第三海上護衛隊は、1944年（昭和19年）5月20日に編制され、東京湾と紀伊水道間の護衛を担当した（横須賀鎮守府部隊に編入）。所属・指揮下兵力は、第一海上護衛隊にくらべて極めて貧弱であった。同年11月末には空母信濃が、第三海上護衛隊の担当海域で沈んでいる。1945年（昭和20年）4月15日に解隊され、第四特攻戦隊に改編された。
第四海上護衛隊は、1944年（昭和19年）4月10日に佐世保防備戦隊を解隊再編して編制された（佐世保鎮守府部隊に編入）。九州（佐世保、鹿児島）から南西諸島（沖縄方面）への航路護衛を担当する。編制当初、四海護司令部は沖縄方面根拠地隊司令部を兼ねていた。所属部隊と兵力は弱小で米潜水艦による被害を防げず、8月22日には対馬丸を撃沈された。
1945年（昭和20年）2月下旬、沖縄方面根拠地隊（司令官大田実少将）は第四海上護衛隊から分離、四海護司令部を新編した。米軍機動部隊の活動で戦力を喪失した第四海上護衛隊は、5月10日付で解隊されて第五特攻戦隊に改編された。
本稿では、4個（第一、第二、第三、第四）海上護衛隊とともに、第一海上護衛隊を発展解消した第一護衛艦隊（昭和19年12月10日新編、司令長官岸福治中将）を合わせて述べる。

## 第一海上護衛隊
1942年（昭和17年）4月10日、日本海軍は南西方面艦隊を新編する（司令長官高橋伊望中将、第二南遣艦隊司令長官兼務）。
続いて大海令第十六号をもって南西方面艦隊司令長官に対し、海上交通保護の実施を命じた。これにもとづき、攻略が完了した東南アジアと日本本土を結ぶシーレーンの船団護衛を実施するため、南西方面艦隊直率部隊として編成されたのが第一海上護衛隊である（略語、1KEg）。
大規模な部隊であるため、「艦隊」ではないにもかかわらず参謀部があり、参謀長が在籍する。守備範囲は、西航路・東航路・横断航路の3航路とされた。各航路は日本本土－上海・台湾航路までを共有し、そこからマニラ・ミンダナオ島を経てボルネオ島経由でジャワ島を終点とする東航路と、香港・海南島・サイゴンを経由してシンガポールを終点とする西航路、サイゴンとマニラを直結する横断航路に分かれていた。
南西方面艦隊新設当時、同方面では日本軍の侵攻作戦（南方作戦）が終わって占領・統治・維持という段階に入っていた。南西方面艦隊の固有兵力は極めて少なく、当初から特設艦艇・老朽艦艇を主力としていた。新編時の第一海上護衛隊も同様で、旧式駆逐艦10隻、水雷艇2隻、特設艦船6隻、運航統制班20という状態だった。第一海上護衛隊独力でシーレーンを保護することはできず、引き続き内戦部隊（各鎮守府、警備部、根拠地隊）が海上交通線の護衛・哨戒・防備に協力した。
南シナ海は1943年（昭和18年）頃までは散発的な潜水艦攻撃を受ける程度であり、もともとの所属艦艇のうち老朽艦の割合が高かったこともあって、新鋭海防艦への更新はなかなか進捗しなかった。1943年（昭和18年）11月15日に海上護衛総司令部（司令長官及川古志郎大将）が設置されると、その主力部隊に迎えられた。第一海上護衛隊の担当航路は、内地～シンガポール航路と定められた。なお海上護衛長官が指揮する部隊を総称して海上護衛総部隊（護衛総部隊、略語GEB）、海上護衛総司令部・第一海上護衛隊・第二海上護衛隊を総称して海上護衛総司令部部隊（総司令部部隊、略語GKEG）と呼称する。
1944年（昭和19年）に入ると、南シナ海航路でも通商破壊が本格化し、それに対応すべく編制・制度が頻繁に変化した。海上護衛総司令部の指揮下、第一海上護衛隊と大鷹型航空母艦はヒ船団やミ船団などの重要な資源船団の護衛を担当することになった。同年10月にフィリピンの地上戦が始まると、東航路は途絶する。西航路の死守と護衛兵力の建制化目的に、12月10日附で第一護衛艦隊へ昇格した。第一護衛艦隊はひきつづき海上護衛総司令部の麾下にあった。

### 編制
1942年4月10日　新編時の編制
- 特設巡洋艦浮島丸
- 特設砲艦華山丸、唐山丸、北京丸、長寿山丸、でりい丸
- 第13駆逐隊：若竹、呉竹、早苗
- 第22駆逐隊：皐月、水無月、文月、長月
- 第32駆逐隊：朝顔、芙蓉、刈萱
- 水雷艇鷺、隼

1942年7月14日　ミッドウェー海戦後の編制
- 浮島丸
- 華山丸、唐山丸、北京丸、長寿山丸、でりい丸
- 第13駆逐隊：若竹、呉竹、早苗
- 第22駆逐隊：皐月、水無月、文月、長月
- 第32駆逐隊：朝顔、芙蓉、刈萱
- 駆逐艦三日月、水雷艇〈鷺、隼〉

1944年4月1日　戦時編制制度改定後の編制
- 華山丸、北京丸、長寿山丸
- 汐風、帆風、朝風、呉竹、若竹、刈萱、朝顔
- 松輪、佐渡、択捉、対馬、占守、淡路、倉橋、第9号海防艦、第8、10号海防艦
- 真鶴、友鶴

1944年8月15日　マリアナ沖海戦後の編制
- 華山丸、北京丸、長寿山丸
- 敷設艦白鷹
- 汐風、朝風、春風、呉竹、朝顔
- 松輪、佐渡、択捉、対馬、占守、倉橋、屋代、草垣、平戸、御蔵、日振、昭南
- 第1、3、5、7、9、11、13、15、25号海防艦、第2、6、8、10、14、16、18、20、26、28、32号海防艦
- 鳩、鷺、鵯
- 第17、18号掃海艇、第38号哨戒艇

### 歴代司令官
1. 井上保雄 中将：1942年4月10日[44] - 1943年1月14日[45]
2. 中島寅彦 中将：1943年1月14日[45] - 1944年11月4日[46]
3. 岸福治 中将：1944年11月4日[46] - 1944年12月10日[47] （第一護衛艦隊に改編後も留任）[31]

### 歴代参謀長
1. 山口次平 大佐/少将：1942年4月20日[48] - 1943年1月21日[49]
2. 堀江義一郎 大佐/少将：1943年1月21日[49] - 1944年5月18日[50]
3. 堀内茂忠 大佐/少将：1944年5月18日[50] - 1944年12月10日[47] （第一護衛艦隊に改編後も留任）

## 第一護衛艦隊
日本海軍は海上護衛の中央機関として1943年（昭和18年）11月15日に海上護衛総司令部（略語、GEB）を新編、1944年（昭和19年）4月1日には特設護衛船団司令部を設置した。しかし司令部・艦艇とも臨時編成のため、建制の護衛戦隊を求める声があがった。これにこたえるように香取型練習巡洋艦2隻（香椎、鹿島）と秋月型駆逐艦春月、海防艦多数をもって第101戦隊（昭和19年11月15日新編、旗艦香椎、海防艦6隻）、第102戦隊（昭和20年1月1日新編、旗艦鹿島、海防艦6隻）、第103戦隊（昭和20年1月20日新編、旗艦春月、海防艦6隻）が編成された。これら新編の対潜部隊が所属したのが、第一護衛艦隊である。
シンガポール方面と日本本土の航路護衛を担当していた第一海上護衛隊だが、護衛兵力は各部隊から寄せ集められた臨時編成だったため、兵力の建制化が求められていた。大本営海軍部（軍令部）も海上護衛総司令部の意見を認め、1944年（昭和19年）12月10日付で第一海上護衛隊を第一護衛艦隊に昇格させた。司令長官には岸福治中将（海兵40期）が任命された。
艦隊への格上げにともない、水上兵力と共に航空兵力の増強もおこなわれた。第901海軍航空隊（当時、海上護衛総司令部附属）に第953海軍航空隊（高雄警備府所属）と第954海軍航空隊（第三南遣艦隊所属）と第254海軍航空隊（海南警備府所属）を統合、第936海軍航空隊（当時、第一南遣艦隊所属）に第933海軍航空隊（第三十一戦隊所属）を統合する。昭和20年1月1日附で戦時編制の改定をおこない、第901海軍航空隊と第936海軍航空隊は第一護衛艦隊に編入された。
増強された第一護衛艦隊はひきつづき海上護衛総司令部に所属し、ヒ船団に代表されるシンガポールを終点とする南方航路の死守を目指した。この措置と護衛戦隊の増設により、特設護衛船団司令部は解隊されていった。
しかし、1945年（昭和20年）1月上旬よりアメリカ機動部隊が仏印沿岸に進出し、第101戦隊（第一護衛艦隊所属）は護衛中のヒ86船団と共に壊滅した。その後、南号作戦（1月25日～3月9日終結、3月16日中止）が発動されて第一護衛艦隊は主力として参加したが、参加船団数15・加入船舶のべ45隻・護衛艦艇のべ50隻のうち、船舶20隻と護衛艦艇4隻を喪失した。この事態に、海上護衛総司令部は南シナ海航路を断念して重点を日本-満州にうつすことになり、大本営も同意した。代わって、台湾・上海を終点とする東シナ海航路の死守を画策したが、これも、沖縄戦に備えたアメリカ機動部隊の事前空襲のために不可能となった。以後は東シナ海横断航路ではなく、上海－青島－木浦・馬山・済州島－下関の迂回ルートを取らざるを得なくなった。
1945年（昭和20年）3月、日本軍は連合軍の沖縄島進攻を予想し、南西方面の海上護衛を担当していた第一海上護衛隊を天号作戦に投入する気運が高まっていた。沖縄戦突入後の4月10日、大本営海軍部は対馬海峡方面部隊として第七艦隊〔第十八戦隊（常磐、高栄丸、永城丸）、海防艦4隻（102号、104号、106号、150号）、下関防備隊、第33掃海隊〕を新編した。
第七艦隊司令長官、幕僚は第一護衛艦隊兼務であったため、岸福治中将（第一護衛艦隊司令長官）の肩書は第七艦隊司令長官兼務第一護衛艦隊司令長官となった。第七艦隊は佐世保方面の陸海軍防備部隊や守備隊を指揮下に置き、7月10日には第103戦隊が第一護衛艦隊から第七艦隊に編入された。
第七艦隊の新編と同日（4月10日）、津軽海峡と宗谷海峡の防備・護衛強化のため第104戦隊（司令官渡辺清七少将、海防艦6隻、宗谷防備隊）が編成され、大湊警備府部隊に編入された。
5月5日、第105戦隊（司令官松山光治少将、駆逐艦響、海防艦6隻）が編成され、舞鶴鎮守府部隊に編入された。7月10日、第105戦隊は第一護衛艦隊に編入された。
4月からはB-29による日本本土港湾への機雷投下（飢餓作戦）が始まり、下関港をはじめ全国の港湾が封鎖された。護衛部隊・船舶とも、多数の損傷艦を出した（飢餓作戦）。4月14日には第一護衛艦隊主力が駐留する済州島泊地への潜水艦攻撃が実施され、潜水艦ティランテにより貨物船寿山丸と海防艦2隻（能美、第31号）を撃沈された。6月末から日号作戦に従事した。
最終的には、舞鶴・新潟・酒田・秋田・函館・小樽を結ぶ日本海沿岸航路と、舞鶴・新潟－元山・羅津・雄基（現先鋒）間を結ぶ日本海横断航路を確保しつつ終戦を迎えた。なお、ソ連対日参戦に際し、隷下海防艦の一部が終戦による停戦命令に反して朝鮮・樺太に入港し、邦人救出を敢行している。

### 編制
1944年12月10日　改編時の編制
- 第101戦隊：香椎、鵜来、大東、第23、27、51号海防艦
- 第5護衛船団司令部
- 第7護衛船団司令部
- 第8護衛船団司令部
- 附属：空母海鷹、駆逐艦汐風、春風、呉竹
  - 第1海防隊：千振、第13、19号海防艦
  - 第11海防隊：第1、3、13、130、134号海防艦
  - 第12海防隊：第14、16、46号海防艦
  - 第31海防隊：朝顔、第63、207号海防艦
  - 掃海艇5隻[42]
  - 第931海軍航空隊
  - 第901海軍航空隊（1月1日編入、司令官堀内茂忠少将）
  - 第936海軍航空隊（1月1日編入、司令官吉田良夫大佐）

1945年3月1日　菊水作戦直前の編制
- 第101戦隊：対馬、大東、鵜来、第23、27、51号海防艦
- 第102戦隊：鹿島、屋代、御蔵、第2、33、34、35号海防艦
- 第103戦隊：春月、昭南、久米、第18、25、60、67号海防艦
- 第8護衛船団司令部
- 第901海軍航空隊（5月15日、海上護衛総司令部部隊附属となる）[56]
- 第936海軍航空隊（その後、第十三航空艦隊に編入）[56]
- 附属：海鷹、春風
  - 第1、11、12海防隊
  - 第31海防隊：沖縄、第63、207号海防艦
  - 粟国、稲木、宇久、羽節、竹生、崎戸
  - 第9、15、20、22、26、29、40、41、53、55、57、69、72、76、81、82、84、112、138、144、150、205号海防艦
  - 第17号掃海艇、第38号哨戒艇
  - 第931海軍航空隊

1945年6月1日時点の編制
- 第102戦隊（7月5日解隊、第2海防隊に再編）[56]：鹿島、屋代、干珠、第2、29、34、41、81号海防艦
- 第103戦隊（7月10日、第七艦隊に編入）[56]：春月、隠岐、三宅、宇久、羽節、金輪、第59、60、67、192、213号海防艦
- 附属：第1、11、12、21、22、31海防隊
  - 第17、39、41号掃海艇
  - 第31駆潜隊、第19、20、21、26、60号駆潜艇
- 7月10日より所属の第105戦隊：駆逐艦響、海防艦6隻

### 歴代司令長官
1. 岸福治 中将：1944年12月10日[47] - 1945年4月10日[79]
2. （兼）岸福治 中将：1945年4月10日[79] - 1945年7月10日[80] （本職：第七艦隊司令長官）
3. （兼）田結穣 中将：1945年7月10日[80] - 1945年8月25日[81] （本職：舞鶴鎮守府司令長官）

### 歴代参謀長
1. 堀内茂忠 少将：1944年12月10日[47] - 1945年1月1日[82]
2. 杉浦矩郎 大佐：1945年1月1日[82] - 1945年4月1日[83]
3. 後藤光太郎 少将：1945年4月1日[83] - 1945年4月10日[79]
4. （兼）後藤光太郎 少将：1945年4月10日[79] - 1945年7月10日[80] （本職：第七艦隊参謀長）
5. （兼）鳥越新一 少将：1945年7月10日[80] - 1945年8月25日[81] （本職：舞鶴鎮守府参謀長）

## 第二海上護衛隊
1942年（昭和17年）4月10日、日本海軍は大海令第十七号をもって第四艦隊司令長官井上成美中将に対し、海上交通保護の実施を命じた。続いて軍令部総長は、同日付の大海指第八十二号をもって、第二海上護衛隊の任務を「本邦沿岸（北緯29度以北）第四保護海域間航路及第四保護海域内航路ノ船団護衛、第四保護海域内船舶行動管制ノ統括」と指示した。
すなわち第二海上護衛隊は、横須賀－トラック環礁・パラオ諸島間の東西2航路の防衛を任務として第四艦隊（南洋部隊）隷下に編成された（略語、2KEg）。第二海上護衛隊の指揮官は、第四根拠地隊司令官茂泉慎一中将（トラック所在、略語4Bg）が兼務する（司令部職員も同等）。
編制当時の交通保護担任区域（第四保護海域）は、小笠原諸島を経由してマリアナ諸島で東西に分岐し、東航路はトラックを終点とし、西航路はパラオを終点としていた。北端は横須賀（本州）、南端はニューギニア島およびラバウル（ニューブリテン島）であった。
なお東航路の延長線にはカロリン諸島・マーシャル諸島・ギルバート諸島・ビスマーク諸島・ソロモン諸島があり、西航路の延長線上には西ニューギニア・スンダ列島・ミンダナオ島が存在していた。
長大なシーレーンを担当するにもかかわらず、当初は運航統制班と特設艦艇3隻（能代丸〈最大速力13ノット〉、長運丸〈最大速力11ノット〉、金城山丸〈最大速力約14ノット〉）からなる1個戦隊しか充当されなかった。このため、大本営海軍部は「一、武装船舶および13ノット以上の船舶は原則として単独航行させる。　二、航路全体の護衛は不可能なので、護衛は機会的・局地的に限定する。」という指示を与えた。3隻の護衛は、おもにサイパン ― トラック ― ラバウル間に重点を置いて実施された。
創設から1ヶ月もたたない5月4日、トラック北西方面において特設巡洋艦金城山丸が米海軍潜水艦に撃沈される。第二海上護衛隊の戦力は、特設巡洋艦2隻のみとなる。そこで第四艦隊（南洋部隊）隷下の第六水雷戦隊（軽巡洋艦夕張、第29駆逐隊、第30駆逐隊）が護衛に協力し、さらに6月中旬には第四艦隊に多数の駆潜艇が配備される。
7月10日には、内南洋平定を終えて遊兵化していたを第六水雷戦隊を解隊して所属艦艇を第二海上護衛隊に編入し、ようやく対潜能力を備えた船団護衛部隊として一応完成した。8月5日には能代丸が除かれ、第一海上護衛隊より特設巡洋艦浮島丸を二海護に編入した。担当海域の広さに対して護衛戦力は不足しており、各鎮守府や連合艦隊の艦艇も臨時に内南洋部隊の指揮下に入り、護衛作戦に従事している。
ソロモン諸島の消耗戦が長期化して前線の駆逐艦が不足すると、第二海上護衛隊所属の神風型駆逐艦や睦月型駆逐艦もソロモンに引き抜かれ、順次、鴻型水雷艇や新型海防艦に置き換えられた。
1943年（昭和18年）11月15日に海上護衛総司令部が設立されると（既述）、第二海上護衛隊も麾下に入った。第二海上護衛隊の担当航路は、トラック航路・トラック泊地～パラオ間と定められた。
1944年（昭和19年）2月17日にトラック環礁は大空襲を受けて基地機能が失われたため、航路の終点はサイパン島まで後退した（3月1日の大海指第340号により、トラック～パラオ航路を、サイパン～パラオ航路に改定）。また従来の第二海上護衛隊司令官はトラック泊地を拠点とする第四根拠地隊司令官との兼任だったが、この改定により在サイパンの第五根拠地隊司令官が二海護司令官を兼任することになった。
3月4日、日本軍は第四艦隊と第14航空艦隊をもって中部太平洋方面艦隊（司令長官南雲忠一中将）を新編（艦隊区分においては中部太平洋方面部隊）、マリアナ諸島の強化を企図した。
サイパン島航路は絶対国防圏強化のための重要航路とされ、第二海上護衛隊にくわえて連合艦隊の増援を得て松輸送の名の下で護衛および輸送作戦が行われた。輸送作戦はおおむね成功したが（護衛艦のべ64隻、加入船舶のべ100隻、損害3隻）、松輸送後におこなわれた第3530船団が大損害を受けるなど、被害を完全に食い止めることはできなかった。
6月にはサイパン島上陸に向けたアメリカ機動部隊による航空攻撃も加わり、担当航路は途絶した。第二海上護衛隊司令官の辻村武久少将はサイパン島の地上戦で戦死し、同島は7月6日に陥落した。7月18日付でサイパン島守備隊玉砕が公表され、中部太平洋方面艦隊と共に第二海上護衛隊も解隊された。

### 編制
1942年4月10日　新編時の編制
- 特設巡洋艦能代丸、金城山丸、特設砲艦長運丸

1942年7月14日　改編時の編制
- 夕張
- 第29駆逐隊：追風 、朝凪、夕凪、夕月
- 特設砲艦長運丸　（新編当初から在籍）
- 特設巡洋艦能代丸　（新編当初から在籍、まもなく特設運送船に転籍）

1944年4月1日　戦時編制制度改定後の編制
- 朝凪
- 隠岐、福江、平戸、天草、御蔵、能美
- 第2、3号海防艦
- 鵯、鴻
- 長運丸

1944年7月18日　最終時の編制
- 隠岐、福江、平戸、天草、御蔵、能美
- 鵯、鴻
- 長運丸

### 歴代司令官
1. 茂泉慎一 少将：1942年4月10日 -　※本職は第四根拠地隊（カロリン諸島防衛）司令官
2. 武田盛治 少将：1942年6月15日 -　※本職は第四根拠地隊司令官
3. 若林清作 少将：1943年7月15日 -
4. 有馬馨 少将：1944年2月19日 -　※本職は第四根拠地隊司令官
5. 辻村武久 少将：1944年3月1日 - 1944年7月18日解隊（1944年7月8日サイパン島で戦死）　※本職は第五根拠地隊（マリアナ諸島防衛）司令官

## 第三海上護衛隊
1944年（昭和19年）5月20日、東京湾－大阪湾（紀伊水道）航路の船団護衛を担当するために新編されたのが第三海上護衛隊である。
伊勢湾部隊（指揮官平塚四郎大佐/伊勢防備隊司令：成生、特設掃海艇1隻、特駆7隻、駆特3隻、特敷高千穂丸、曳船1隻）、熊野灘部隊（指揮官大野周大佐/駒橋艦長：駒橋、特掃4隻、駆特3隻、哨戒監視艇1隻）、紀州部隊（指揮官鬼塚武二大佐/九〇三空串本派遣隊指揮官：特駆2隻、特掃5隻、駆特1隻、掃特2隻、海防艦50号、掃海艇27号、魚雷艇6隻）、航空部隊（九〇三空串本、浜島、大井、小松島各派遣隊）を指揮下兵力に置く。
東京湾～紀伊水道は本州太平洋側における海上輸送の大動脈であり、大戦序盤の頃から散発的に潜水艦被害が出ていた航路であった（昭和17年5月の水上機母艦瑞穂沈没など）。従来は横須賀鎮守府と大阪警備府が管轄していたが、相互連絡の不備などの不都合が続出した。これを解消するため、横須賀鎮守府・大阪警備府・舞鶴鎮守府部隊から兵力を抽出する形で設置された部隊であった（横須賀鎮守府司令長官の麾下に編入）。だが護衛艦艇が極端に少なく、串本海軍航空隊の編入も見送られたため航空支援も得られなかった。大規模に対潜機雷が敷設されていた三陸沖航路のような厳重な防御も困難であった。
被害が続出する一方、満足な成果は得られなかった。同年11月29日には大和型戦艦改造空母信濃が紀伊半島潮岬沖で米潜水艦（アーチャーフィッシュ）に撃沈され、三海護の所属部隊は掃蕩をおこなったが成果はなかった。
1945年（昭和20年）2月下旬（16日、17日、25日）、米軍機動部隊の関東地方襲来により、本州太平洋沿岸を行動中の艦艇（監視艇隊を含む）は大きな被害を受けた。4月10日、第三海上護衛隊は本土決戦において伊勢湾の水際防御を担当する第四特攻戦隊（横須賀鎮守府部隊）に改編された。4月15日に新編された時の第四特攻戦隊兵力は、第13突撃隊、伊勢防備隊、測量艦駒橋、第26掃海隊、海防艦3隻、第112駆潜隊、駆潜艇3隻であった。

### 編制

#### 1944年5月20日　新編時の編制
- 潜水母艦駒橋　（特攻戦隊に転籍後、1945年7月28日戦没）
- 敷設艇成生　（1945年2月16日戦没）
- 第14号駆潜艇　（特攻戦隊に転籍後、1945年7月28日戦没）
- 第46号哨戒艇　（1944年11月10日戦没）
- 第26掃海隊　（特攻戦隊に転籍後、1945年7月31日解隊。残存艇は伊勢防備隊に編入）
  - 特設掃海艇第1京仁丸　（特攻戦隊に転籍後、終戦時残存）
  - 特設掃海艇第2京仁丸　（特攻戦隊に転籍後、終戦時残存）
  - 特設掃海艇第18播州丸　（特攻戦隊に転籍後、1945年7月28日戦没）
  - 特設掃海艇第10昭和丸　（特攻戦隊に転籍後、終戦時残存）
- 伊勢防備隊

1944年8月15日　マリアナ沖海戦後の編制
- 第4号海防艦　（特攻戦隊に転籍後、1945年7月28日戦没）
- 駒橋、成生、第14号駆潜艇
- 第112駆潜隊　（特攻戦隊に転籍後、1945年7月15日解隊。所属艇は伊勢防備隊に編入）
  - 特設駆潜艇第8日東丸　（特攻戦隊に転籍後、終戦時残存）
  - 特設駆潜艇第9日東丸　（特攻戦隊に転籍後、終戦時残存）
  - 特設駆潜艇高津丸　（特攻戦隊に転籍後、終戦時残存）
  - 特設駆潜艇第2高津丸　（特攻戦隊に転籍後、終戦時残存）
  - 特設駆潜艇隼丸　（特攻戦隊に転籍後、終戦時残存）
- 第26掃海隊、伊勢防備隊

1945年3月1日　菊水作戦直前の編制
- 駒橋、第4号海防艦、第14号駆潜艇
- 第50号海防艦　（特攻戦隊に転籍後、終戦時残存）
- 第26掃海隊、第112駆潜隊、伊勢防備隊

### 歴代司令官
1. 中邑元司 少将：1944年5月20日[23] - 1945年4月15日（第四特攻戦隊に改編後も留任）

## 第四海上護衛隊
1944年（昭和19年）4月10日、佐世保・鹿児島－沖縄間航路の船団護衛を担当する目的で、従来の佐世保防備戦隊を解隊・改編する形で発足した。同時に沖縄方面根拠地隊も新編され、新葉亭造少将が第四海上護衛隊司令官と沖縄方面根拠地隊司令官を兼務した。司令部は奄美大島に置かれ、佐世保鎮守府部隊に編入された。
当時、沖縄が戦場となる恐れが極めて高まってきていたが、既存の第二海上護衛隊が担当する南方航路は沖縄を通らず台湾を経由していたため、沖縄への新たな輸送ルートを設置する必要があったためである。第四海上護衛隊の司令部は沖縄を防衛する「沖縄方面根拠地隊」司令部を兼任し（上述）、沖縄への物資輸送と住民の本土疎開を推進した。戦力は微々たるもので、対馬丸をはじめとする商船の喪失は防げなかった。
1945年（昭和20年）2月25日、軍令部総長は戦時編制改訂を奏上する。沖縄方面根拠地隊を地上戦に専念させるために司令部の兼任は解除され、大田少将は2月25日附で兼務を解かれた（沖縄方面根拠地隊司令官専任）。新任の第四海上護衛隊司令官には、駒沢克己少将が任命された。
沖縄上陸に向けて連合軍の機動部隊が南西諸島方面に進出し、3月下旬から九州地区へ空襲を開始すると、「友鶴」など部隊の主力艦艇を次々に失う。制空権・制海権とも完全に失い、第一号型輸送艦・第百一号型輸送艦や機帆船による特攻的輸送を細々と実施したものの、沖縄航路は途絶した。海上交通保護が不可能となった第四海上護衛隊は、本土決戦に備えて南九州防衛を任務とする第五特攻戦隊（佐世保鎮守府部隊）へ編入されることになり、5月10日付で改編消滅した。しかし、すでに所属艦艇の大半が失われており、特攻戦隊に委譲できたのは駆潜艇2隻に過ぎなかった。第五特攻戦隊の兵力は、第32突撃隊、第33突撃隊、駆潜艇2隻であった。

### 編制
1944年4月10日　新編時の編制
- 沖縄海軍航空隊　（1944年12月15日、第九五一海軍航空隊に編入）
- 水雷艇真鶴　（1945年3月1日戦没）
- 水雷艇友鶴　（1945年3月24日戦没）
- 第15号掃海艇　（1945年3月5日戦没）
- 特設砲艦富津丸　（1944年10月22日戦没）
- 沖縄方面根拠地隊　（1945年3月5日、佐世保鎮守府部隊に編入）
  - 敷設艇燕　（1945年3月1日戦没）
  - 敷設艇鴎　（1944年4月27日戦没）
  - 大島防備隊
  - 第43掃海隊　（1945年3月5日解隊、残存艇は大島防備隊に編入）
    - 特設掃海艇第7博多丸　（1944年10月10日戦没）
    - 特設掃海艇姫島丸　（大島防備隊に転籍後、終戦時まで残存）
    - 特設掃海艇宝永丸　（1944年9月29日戦没）
    - 特設掃海艇第8長運丸　（大島防備隊に転籍後、終戦時まで残存）
- 第49号駆潜艇　（特攻戦隊に転籍後、終戦時まで残存）
- 第58号駆潜艇　（特攻戦隊に転籍後、1945年5月22日戦没）

1944年8月15日　マリアナ沖海戦後の編制
- 沖縄海軍航空隊
- 第30号海防艦 （改編に伴い大阪警備府部隊に転籍後、1945年7月28日戦没）
- 友鶴、真鶴、第15号掃海艇、第49、58号駆潜艇
- 富津丸
- 沖縄方面根拠地隊
  - 燕
  - 大島防備隊
  - 第43掃海隊

1945年3月1日　菊水作戦直前の編制
- 第30号海防艦
- 友鶴、真鶴、第15号掃海艇、第49、58号駆潜艇
- 沖縄方面根拠地隊
  - 燕
  - 大島防備隊
  - 第43掃海隊
    - 姫島丸、宝永丸（書類上在籍）、第8長運丸

1945年5月10日　最終時の編制
- 第30号海防艦
- 第49、58号駆潜艇

### 歴代司令官
1. 新葉亭造 少将：1944年4月10日-　※本職は沖縄方面根拠地隊司令官
2. 大田実 少将：1944年9月30日-　1945年2月25日[113]※本職は沖縄方面根拠地隊司令官
3. 駒沢克己 少将：1945年2月25日[113]- 1945年5月10日（第五特攻戦隊に改編後も留任）